# Rosa May Billinghurst
Rosa May Billinghurst (31 de mayo de 1875-29 de julio de 1953) fue una sufragista británica y activista por los derechos de la mujer. Se la conocía popularmente como la "sufragista lisiada" mientras hacía campaña en un triciclo.

## Biografía
Nació en 1875 en Lewisham, Londres, la segunda de nueve hijos de Rosa Ann (Brinsmead) Billinghurst y Henry Farncombe Billinghurst. Su madre provenía de una familia que fabricaba pianos y su padre era banquero.
De niña sobrevivió a la polio, que la dejó incapaz de caminar. Llevaba grilletes en las piernas y usaba muletas o un triciclo ajustado para ella. Se involucró con el trabajo social en una casa de trabajo de Greenwich, enseñó en una escuela dominical y se unió a la ONG cristiana Band of Hope.

## Trayectoria política
Fue miembro activo de una Asociación Liberal de Mujeres (que junto a otras quince se unieron en 1887 para convertirse en la Federación Liberal de Mujeres que finalmente llegó a tener a 942 asociaciones afiliadas) y más tarde, en 1907, miembro de la Unión Social y Política de Mujeres (WSPU por sus siglas en inglés). Participó en la marcha de la WSPU al Royal Albert Hall en junio de 1908. Billinghurst ayudó a organizar la respuesta de la WSPU en las elecciones de Haggerston de julio de 1908; la votación tuvo lugar el mismo día en que veinticuatro sufragistas fueron liberadas de la prisión de Holloway y recorrieron el área solicitando 'mantener alejados a los liberales'. En 1909, Annie Barnes supuso que ella estaba en la silla de ruedas que distrajo a un caballo de la policía, que se reía cuando otra mujer gritaba al jinete que se cayera en un abrevadero. La ocupante de la silla de ruedas fue arrestada y Arrastrada a una camioneta policial que esperaba.
Dos años más tarde, Billinghurst fundó la sucursal de Greenwich de la WSPU. Como su primera secretaria participó en las manifestaciones del ' Viernes Negro de 1910 ', utilizando un triciclo adaptado para la movilidad. Fue arrestada después de que la policía la tirara del triciclo. Billinghurst sabía que estaba indefensa cuando esto sucedió, pero aprovechó la publicidad adicional en beneficio de la causa del sufragio. En una ocasión, la policía se aprovechó de su discapacidad dejándola en una calle lateral después de desinflar sus neumáticos y embolsar las válvulas.

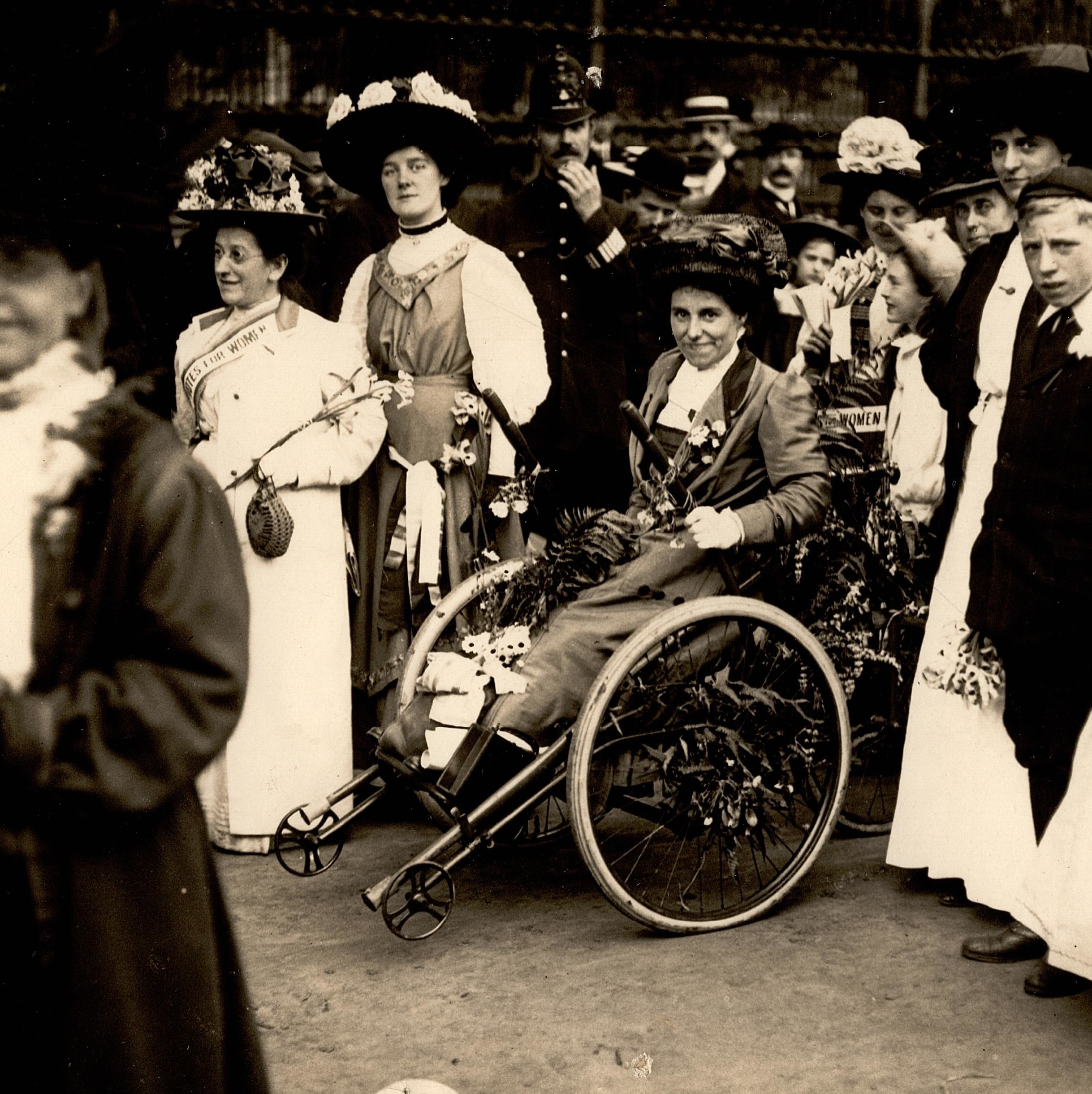
Billinghurst en una manifestación con muletas colocadas a ambos lados de su triciclo

Billinghurst pudo acercarse a la Cámara de los Comunes en otra ocasión en 1911, ya que la policía evitó atacar su triciclo con la pancarta "Votos para mujeres". Se cree que fue una de las sufragistas que evadió el censo de 1911 la noche del domingo 2 de abril de 1911, en respuesta a la invitación de las organizaciones sufragistas al boicot.
Billinghurst colocaba sus muletas a ambos lados de su triciclo y cargaba contra cualquier oposición. Fue arrestada varias veces más en los años siguientes.
La sufragista glaswegiana Janie Allan aparentemente trabajó en asociación con Billinghurst durante la campaña de rotura de ventanas de marzo de 1912, y parece que Billinghurst escondió un suministro de piedras debajo de la alfombra que cubría sus rodillas. La primera estadía de Billinghurst en la prisión de Holloway fue por romper una ventana en Henrietta Street durante esta campaña, por lo que fue sentenciada a un mes de trabajos forzados. Las autoridades penitenciarias estaban confundidas con respecto a su sentencia a trabajos forzados y no le dieron trabajo extra. Se hizo amiga de muchas otras prisioneras, incluida la Dra. Alice Stewart Ker, quien hizo que Billinghurst pasara de contrabando una carta a la hija de Ker sobre su liberación.

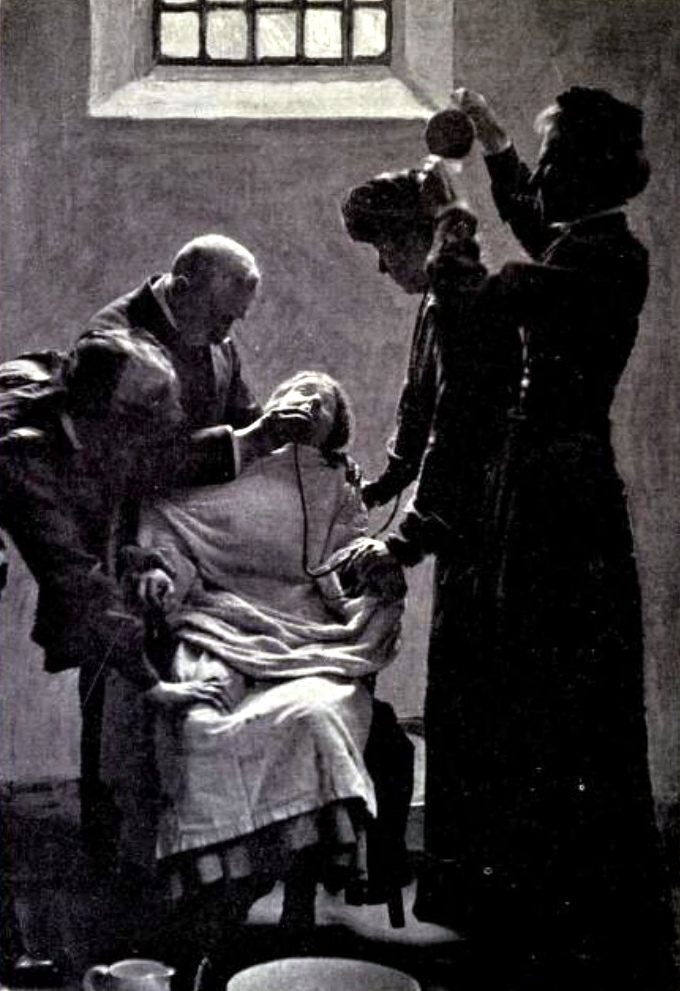
Alimentación forzada nasal de una sufragista encarcelada

El 8 de enero de 1913, fue juzgada en Old Bailey y sentenciada a ocho meses en la prisión de Holloway por dañar cartas en un buzón de correos. Billinghurst se defendió a sí misma en los tribunales el caso del sufragio femenino. Su alegato, titulado "La culpa recae sobre los hombros del gobierno" fue publicado en The Suffragette. Posteriormente, inició una huelga de hambre y fue alimentada a la fuerza junto con las otras sufragistas encarceladas que participaban en la huelga. Se puso tan enferma que fue dada de alta dos semanas después de que comenzara la alimentación forzada.
Billinghurst recibió una Medalla de Huelga de Hambre 'al Valor'.
Habló en una reunión pública en West Hampstead en marzo de 1913. El 24 de mayo se encadenó a las puertas del Palacio de Buckingham y el 14 de junio vistió de blanco en su triciclo para el cortejo fúnebre de la sufragista Emily Wilding Davison, quien fue asesinada mientras trataba de alcanzar las riendas del caballo del Rey en el derbi de Epsom.
Billinghurst también participó en la delegación masiva de sufragistas para presentar una petición al rey Jorge V el 21 de mayo de 1914. Aunque no fue arrestada, dos policías la arrojaron deliberadamente fuera de su triciclo.
Billinghurst apoyó el liderazgo de los Pankhurst cuando decidieron priorizar la guerra sobre la campaña por los derechos de las mujeres. Ayudó en la campaña de Christabel Pankhurst para ser elegida en Smethwick en 1918. Sin embargo, se había unido a la Women's Freedom League y se convirtió en parte de la Suffragette Fellowship. Apoyó el Equal Pay Film Fund de Jill Craigie.
Billinghurst detuvo su actividad a favor del sufragio femenino después de que la Ley del Parlamento (Calificación de la Mujer) de 1918 otorgó el voto a algunas mujeres. Más tarde asistió al funeral de Emmeline Pankhurst y a la inauguración de la estatua de Emmeline en 1930.

## Familia
En 1911, residía con sus padres en 7 Oakhurst Road, Lewisham.
Billinghurst vivía en la casa del jardín de su propiedad "Minikoi", Sunbury, Surrey (entonces en Middlesex), con su hija adoptiva, "Beth". Beth escribió un libro que describe su relación con su madre adoptiva. Su hermano era Alfred John Billinghurst, un artista, con quien vivió después de 1914.

## Muerte
Murió el 29 de julio de 1953 en un hospital de Twickenham, donando su cuerpo a la ciencia.

## Reconocimiento póstumo
Su nombre y foto (y los de otras 58 partidarias del sufragio femenino) están en el pedestal de la estatua de Millicent Fawcett en Parliament Square, Londres, inaugurada en 2018.

## Otras fuentes
- Lista de sufragistas y sufragistas
- Tejera, P. (2018). Reinas de la carretera. Madrid. Ediciones Casiopea.ISBN 9788494848216 (papel) /ISBN 9788494848223 (digital). Edición en español.

## Archivo
Los archivos de Rosa May Billinghurst se encuentran en The Women's Library en la Biblioteca de la London School of Economics.